# Башта Унікредіт
Башта Унікредіт ( італ. Torre Unicredit) - 31-поверховий хмарочос в Мілані, Італія. Висота хмарочоса становить 231 метр, роблячи його найвищим будинком в Італії.
Будівлю спроєктовано аргентинським архітектором Сезаром Пеллі. Висота основної частини складає 146 метрів. 15 жовтня 2011 встановлено 85-метровий шпиль, і вежа досягла остаточної висоти. У будівлі знаходиться штаб-квартира компанії UniCredit.
У 2012 отримала премію Emporis Skyscraper Award, посівши восьме місце в рейтингу.